# Chris Harper
Chris Harper (23 de noviembre de 1994) es un ciclista profesional australiano miembro del conjunto Team Jayco AlUla.

## Palmarés
2018
- 3.º en el Campeonato de Australia en Ruta
- Campeonato Oceánico en Ruta
- UCI Oceania Tour

2019
- 2.º en el Campeonato de Australia en Ruta
- 3.º en el Campeonato Oceánico en Ruta
- Tour de Japón, más 1 etapa
- Tour de Saboya, más 2 etapas

2020
- 3.º en el Campeonato de Australia Contrarreloj

2024
- 2.º en el Campeonato de Australia Contrarreloj
- 2.º en el Campeonato de Australia en Ruta

2025
- 1 etapa del Giro de Italia

## Resultados en Grandes Vueltas
| Carrera | Carrera         | 2017 | 2018 | 2019 | 2020 | 2021 | 2022 | 2023 | 2024 | 2025 |
| ------- | --------------- | ---- | ---- | ---- | ---- | ---- | ---- | ---- | ---- | ---- |
|         | Giro de Italia  | —    | —    | —    | Ab.  | —    | —    | —    | —    | 23.º |
|         | Tour de Francia | —    | —    | —    | —    | —    | —    | 16.º | Ab.  | —    |
|         | Vuelta a España | —    | —    | —    | —    | —    | 33.º | —    | Ab.  | —    |

—: no participa
Ab.: abandono